# Punta Sur
Punta Sur est le point méridional de l'île de Cozumel dans l'État de Quintana Roo, au Mexique.

## Site maya

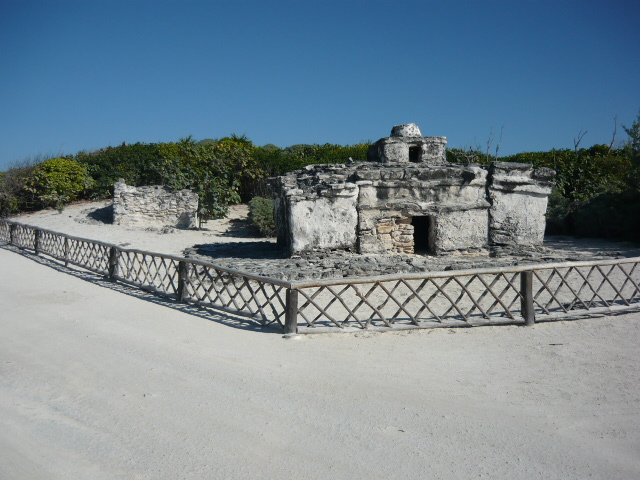
Caracol

Dans cette zone se trouve le Caracol (Tumba del Caracol), un vestige archéologique maya dédié à la déesse Ixchel. 